# Hyundai Tucson
Hyundai Tucson (Хёндэ Тусо́н) — компактный кроссовер корейской компании Hyundai. Называется по имени города Тусон в штате Аризона, США.

## Первое поколение
Tucson впервые был представлен в 2004 году. Автомобиль разделяет свою платформу с Hyundai Elantra и Kia Sportage. В 2010 году был снят с производства. Tucson получил награду Канадский автомобиль года в 2005 году.
- Изменения 2006 года:
  - Автоматический климат-контроль
  - Система звука высокой производительности

- Изменения 2007 года:
  - Изменения в стиле всех автомобилей Hyundai

- Изменения 2009 года:
  - Незначительные изменения
  - Окончание продаж (кроме Украины)

Версия на водородных топливных элементах называется FCEV, представленная в 2005 году и производилась до 2008 года. Макс. скорость: 150 км/ч.

### Безопасность
| Euro NCAP                                      | Euro NCAP | Euro NCAP | Euro NCAP |
| ---------------------------------------------- | --------- | --------- | --------- |
| Рейтинги                                       | Пассажир  |           |           |
| Рейтинги                                       | Ребёнок   |           |           |
| Рейтинги                                       | Пешеход   |           |           |
| Протестированная модель: Hyundai Tucson (2006) |           |           |           |

## Второе поколение
Второе поколение было представлено в 2009 году, однако на большинстве рынков название модели было заменено на ix35. Автомобиль получил более мощные и экономичные двигатели, улучшенную систему безопасности, габариты.
Hyundai ix35 является преемником модели Hyundai Tucson первого поколения. Автомобиль был представлен на автомобильной выставке во Франкфурте 3 сентября 2009 года.
Автомобиль построен на одной платформе с Kia Sportage третьего поколения. С января 2010 года автомобиль в Европе выпускается заводом Kia Motors Slovakia, а с июля 2011 года — также заводом Hyundai в Ношовице (Чехия)
На базе автомобиля китайская компания JAC Motors создала модель JAC S5.
Наследник ix35 под названием Hyundai Tucson третьего поколения дебютировал на Женевском автосалоне 2015.

### Рестайлинг 2013 года
У моделей 2013 года появилась новая передняя оптика, биксенон с диодами дневных ходовых огней, а также поменялась задняя оптика. Изменились колесные диски. Появилось новое оборудование — система изменения степени усилия на руле Flex Steer, подогрев руля, фронтальные парковочные фонари и виртуальная приборная панель диагональю 4,2 дюйма.
ix 35 получил новый бензиновый мотор 2.0 с непосредственным впрыском топлива (для России — распределённый впрыск). В пару к двигателю установлена пятиступенчатая «механика» или шестиступенчатый «автомат». Изменилась и дизельная версия, он получил модернизированную систему рециркуляции отработавших газов.

### Безопасность
| Euro NCAP                                                   | Euro NCAP | Euro NCAP | Euro NCAP             |
| ----------------------------------------------------------- | --------- | --------- | --------------------- |
| · общий рейтинг                                             |           |           |                       |
| 90%                                                         | 88%       | 54%       | 71%                   |
| взрослый пассажир                                           | ребёнок   | пешеход   | активная безопасность |
| Протестированная модель: Hyundai ix35 2.0 diesel LHD (2010) |           |           |                       |

Американский институт страхования и дорожной безопасности (англ. The Insurance Institute for Highway Safety) присвоил Hyundai ix35 высшую награду «TOP SAFETY PICK».

## Третье поколение
3 марта 2015 года на Женевском автосалоне было представлено третье поколение модели. Компания отказалась от имени ix35 на большинстве рынков, вернув прежнее наименование Tucson. Продажи автомобиля в России начались в ноябре 2015 года. В то же время, название ix35 было сохранено исключительно для китайского рынка, где в ноябре 2017-го было представлено новое поколение, на базе модели ix35 образца 2010 года. Параллельно в Китае 31 августа 2018-го был представлен более крупный «глобальный» Tucson, но с изменённым дизайном и набором агрегатов, специально для китайского рынка.
В апреле 2019 года стало известно, что компания работает над обновленной версией кроссовера, старшим вице-президентом и главой Глобального дизайнерского центра Hyundai Санъюп Ли было анонсировано новое поколение этой модели.

### Рестайлинг 2018 года
Впервые представленный на Нью-Йоркском международном автосалоне-2018, Hyundai Tucson 2019 модельного года получил фейслифтинг и  изменения в трансмиссии. Внешние изменения затронули решётку радиатора, крышу, заднюю дверь и систему освещения. Целый ряд дополнительных опций (прежде всего, система безопасности Driver Attention Warning (DAW) стали стандартными для всех комплектаций автомобиля.
Для китайского рынка в 2019 году была предложена альтернативная модификация фейслифтинга Tucson. Линейка состояла из одной модели под названием  280TGDi в шести комплектациях. The 1.6-литровый двигатель G4FJ  был предложен в сочетании с a 7-скоростной коробкой переключения передач с двойным сцеплением (DCT).
Весной 2019 года Hyundai выпустил спортивную версию модели Tucson в рамках линейки N-Line.

## Четвёртое поколение
Четвёртое поколение Tucson было представлено 14 сентября 2020 года. Дизайн модели был полностью обновлён дизайн-командой Hyundai во главе с Санъюпом Ли, старшим вице-президентом компании и главой Hyundai Global Design Center. За год до официального релиза, в ноябре 2019 года, ставший прообразом нового автомобиля концепт Vision T Concept был представлен на Автосалоне в Лос-Анджелесе.
Базирующееся на платформе N3 (такой же, как на более крупной модели Santa Fe), модель четвёртого поколение Tucson на разных рынках предлагается в двух модификациях: с короткой и с длинной колёсной базой. В большинстве стран (за пределами Европы, Ближнего Востока и Мексики) покупателям предлагается длиннобазная версия, которая в Китае получила маркировку Tucson L.
Модель оснащена рулевым колесом с четырьмя спицами, цифровой приборной панелью и десятидюймовым экраном с сенсорным ёмкостным управлением. 

В версии с длинной базой вместимость груза, по уверениям Hyundai, превышает тысячу литров.
С февраля 2021 года Hyundai начал производство нового Tucson в США. Наряду с моделями Elantra, Sonata и Santa Fe модель производится на заводе Hyundai Motor Manufacturing Alabama в Монтгомери.